# Roland Fürst (Politiker, 1961)
Roland Fürst (* 6. Mai 1961 in Olten) ist ein Schweizer Politiker. Er gehört der Christlichdemokratischen Volkspartei (CVP) an.

## Leben
Fürst wuchs in Gunzgen auf. 1987 schloss er ein Studium der Biologie an der Universität Basel ab. Seit 1991 war er im Vorstand der CVP seines damaligen Wohnorts Rickenbach und war von 1992 bis 1993 Präsident der Ortspartei. 1993 zog er nach Gunzgen zurück, wo er zum Gemeindepräsidenten gewählt wurde. Dieses Amt hatte er bis 2007 inne. Ab 2005 gehörte Roland Fürst dem Kantonsrat des Kantons Solothurn an. 2007 kandidierte er für den Nationalrat; er wurde nicht gewählt, erhielt aber das drittbeste Resultat der CVP-Kandidaten und damit den ersten Ersatzplatz seiner Partei. Seit 2008 ist er im Vorstand der CVP des Kantons Solothurn. Im Jahr 2008 war Fürst 2. Vizepräsident des Kantonsrats, 2009 1. Vizepräsident.
In der Ersatzwahl für den verstorbenen Ständerat Ernst Leuenberger (SP) trat Fürst in zwei Wahlgängen 2009/2010 gegen die Kandidaten der SVP (zuerst Roland Borer, dann Heinz Müller) und der SP (Roberto Zanetti) an. Im 2. Wahlgang vom 24. Januar 2010 setzte sich Zanetti mit 49,8 Prozent der Stimmen durch. Fürst erhielt 28,9 Prozent der Stimmen, Müller 21,3. Bei den Regierungsratswahlen 2013 wurde Fürst am 14. April in die Solothurner Kantonsregierung gewählt. 2021 stellte er sich der Wiederwahl nicht.
2006 bis 2013 war Fürst Direktor der Solothurner Handelskammer, nachdem er zuvor 15 Jahre als Informatiker tätig gewesen war. Er ist Mitglied im Verwaltungsrat mehrerer solothurnischer Unternehmen.